# Ronald Bass
Ronald Bass (ur. 26 marca 1942 w Los Angeles) – amerykański scenarzysta i producent filmowy. Zdobywca Oscara za najlepszy scenariusz oryginalny do filmu Rain Man (1988) w reżyserii Barry’ego Levinsona. Był również autorem scenariusza do takich filmów, jak m.in. Czarna wdowa (1987), Sypiając z wrogiem (1991), Kiedy mężczyzna kocha kobietę (1994), Młodzi gniewni (1995), Mój chłopak się żeni (1997), Między piekłem a niebem (1998) czy Cedry pod śniegiem (1999).
Zasiadał w jury konkursu głównego na 54. MFF w Wenecji (1997).